# Eduardo Arolas
Eduardo Arolas (Barracas; Buenos Aires; 24 de febrero de 1892-París, Francia; 29 de septiembre de 1924), cuyo nombre de nacimiento era Lorenzo Arola, fue un bandoneonista, director y compositor de tango argentino conocido con el apodo de El tigre del bandoneón. Comenzó en la música tocando la guitarra, pero su paso al bandoneón fue la piedra fundamental de su nacimiento como leyenda del tango. A pesar de morir con sólo 32 años, Arolas es considerado uno de los grandes autores del tango, con creaciones de una modernidad insospechable para la época.

## Actividad profesional
Nacido en el barrio porteño de Barracas, sus inicios en la composición fueron de oído, ya que Francisco Canaro le transcribía sus tarareos a un pentagrama. Así fue concebido y escrito su primer tema, “Una noche de garufa” (1909). Empezó a estudiar música en el conservatorio del maestro José Bombig en 1911 y en tres años aprendió teoría, solfeo y armonía. Ese mismo año se unió al guitarrista Leopoldo Thompson y al violinista Eduardo Ponzio y actuaron en diversos cafés de Buenos Aires y Montevideo. Poco después integró un trío con el pianista Agustín Bardi y el violinista Tito Roccatagliata y en 1912 formó un cuarteto con este último, el flautista José Gregorio Astudillo y Emilio Fernández, quien tocaba con una guitarra de nueve cuerdas.
En 1913 Roberto Firpo lo contrató para tocar el bandoneón junto a su orquesta en el famoso cabaré Armenonville. 
En 1916 decide autoexiliarse en Montevideo por un problema de amores, ya que su mujer lo engañó con su hermano mayor. Se volvió alcohólico y se recluyó en París, donde finalmente murió de tuberculosis en 1924 en el hospital municipal. Una calle de Buenos Aires lleva su nombre en su homenaje.

## Obras
- Adiós, Buenos Aires (Tango)
- Alice (Tango)
- Anatomía (Tango)
- Bataraz (Tango de salón)
- Bien tirao (Tango)
- Cardos (Tango)
- Catamarca (Tango)
- Catita (Tango)
- Colorao (Tango)
- Comme il faut (Tango)
- Derecho viejo (Tango)
- De vuelta y media (Tango)
- Dinamita (Tango milonga)
- El gaucho Néstor (Tango milonga)
- El gitanillo (Pasodoble)
- El Marne (Tango)
- El rey de los bordoneos (Tango)
- Fuegos artificiales (Tango), junto con Roberto Firpo
- Io lo he visto
- La cabrera (Tango)
- La Cachila (Tango)
- La guitarrita (Tango)
- Lágrimas (Tango)
- Maipo (Tango)
- Moñito (Marrón Glacé) (Tango)
- Nariz (Tango)
- Notas del corazón (A mi madre) (Vals)
- Papas calientes (Tango)
- Place Pigall (Tango)
- Rawson (Tango)
- Retintín (Tango)
- Rocca (Tango)
- Suipacha (Tango)
- Tres y dos (Tango de salón)
- Tupungato (Tango)
- Una noche de garufa (Tango)
- Viborita (Tango de salón)